# Roman Micał
Roman Micał (ur. 16 stycznia 1939 w Zwięczycy, zm. 25 marca 2021) – polski hokeista, trener, sędzia hokejowy, olimpijczyk z Rzymu 1960.
Jeden z czterech braci (Zbigniew, Sylwester, Jan), którzy grali w reprezentacji Polski w hokeju na trawie. Jego kariera zawodnicza trwała od 1955 roku (zadebiutował w drużynie Piasta Gliwice) do roku 1978. W drużynie narodowej rozegrał 36 spotkań, zdobywając 1 bramkę.
Po zakończeniu kariery sportowej trener i sędzia hokejowy.
Na igrzyskach olimpijskich w 1960 roku wraz z kolegami z drużyny zajął 12. miejsce.
Pochowany na Cmentarzu Lipowym w Gliwicach.